# Rutland (Dakota del Nord)
Rutland è un centro abitato (city) degli Stati Uniti d'America, situato nella Contea di Sargent, nello Stato del Dakota del Nord. Nel censimento del 2000 la popolazione era di 220 abitanti. La città è stata fondata nel 1887.

## Geografia fisica
Secondo i rilevamenti dell'United States Census Bureau, la località di Rutland si estende su una superficie di 1,00 km², tutti occupati da terre.

## Popolazione
Secondo il censimento del 2000, a Rutland vivevano 220 persone, ed erano presenti 53 gruppi familiari. La densità di popolazione era di 224 ab./km². Nel territorio comunale si trovavano 102 unità edificate. Per quanto riguarda la composizione etnica degli abitanti, il 97,27% era bianco, l'1,36% era nativo, lo 0,45% proveniva dall'Asia, lo 0,91% apparteneva a due o più razze.
Per quanto riguarda la suddivisione della popolazione in fasce d'età, il 33,6% era al di sotto dei 18, il 2,7% fra i 18 e i 24, il 23,6% fra i 25 e i 44, il 20,9% fra i 45 e i 64, mentre infine il 19,1% era al di sopra dei 65 anni di età. L'età media della popolazione era di 38 anni. Per ogni 100 donne residenti vivevano 126,8 maschi.